# Chérif Merzouki
Chérif Merzouki ou Cherif Merzougui ou Cherif Merzogui est un peintre et décorateur chaoui algérien né le 8 février 1951 à Amentane dans la région de Menaa (wilaya de Batna). Il a été emporté par un diabète le 4 avril 1991 à Alger. Une école des beaux-arts, qu'il réclamait vainement de son vivant, a été créée à Batna.

## Biographie
Chérif Merzouki a étudié à l'École des beaux-arts  de Constantine Gustave Mercier-Lacombe pendant les années 1964 à 1967. De 1972 à 1974, il se dirige vers l'École des beaux-arts d'Alger sous la direction du peintre Bachir Yellès. Chérif Merzouki reçoit le 1er prix du  portrait de  Mustapha Benboulaïd, en mars de l’année 1981,  il participe dans plusieurs expositions, salle Mouggar d’Alger ; la compagnie Air Algérie acquit presque toute la totalité de la collection. Chérif Merzouki, de 1982 à 1983, expose à l'ANEP, à l’hôtel Aourassi dans la capitale, à la salle du Mouggar à Alger, à  Arris, à Oum El Bouaghi  et à  Constantine. Il enregistre avec la collaboration de la Radio Télévision Algérie (RTA), Établissement public de télévision, un  documentaire avec Rachid Benbrahim  dont le titre est Les Arts plastique.
Il gagne le premier prix à Souk Ahras avec l'œuvre Mariage dans les Aurès en 1983. Chérif Merzouki devient membre de l'UNPA (Union Nationale des Peintres Algérie). Il est invité à la cérémonie pour l'inauguration de l'école des beaux-arts de Batna. Il initiera plusieurs artistes peintres à l’École régionale des beaux-arts de Batna ou dans son atelier.   
C'est un passionné de la peinture de l'artiste peintre Rembrandt et de celle de l'artiste français Étienne Dinet, représentant des berbères comme lui. Il a donné un nouveau souffle à la promotion de la culture des Aurès, il a présenté dans ses thèmes, la montagne, les enfants, les jeux, les femmes. 
La majorité de ses tableaux sont présentés dans le Musée national des beaux-arts d'Alger et à la Présidence d'Algérie . 
« M'hamed Issiakhem a dit de lui, il est le don et la passion de la peinture ».
Souhali Salim et Chérif Merzouki étaient  engagés dans la reconquête de la langue et de la culture chaouis.

## Postérité
En 2002, Oussama Bounouara organise une exposition en hommage à l'artiste-peintre, à la maison de la culture de Batna.
En 2003, l'artiste-peintre Nadi Bouguechal expose à la maison de la culture de Batna sous le titre mouvement de la continuité pour dédier la mémoire du peintre chérif Merzouki.
Dans la même année, 2003 « En souvenir du Dinet des Aurès, une mini -rétrospective sur l’art pictural aurésien organisée par l’Union nationale des arts culturels (UNAC) à la galerie Racim a été inaugurée, avec la participation d’une dizaine de plasticiens de la section UNAC de Batna en hommage au plasticien des Aurès, Cherif Merzouki. »,   six œuvres de Cherif Merzouki évoquent le bendir, instrument de percussion très présent dans la chanson chaoui. Plusieurs artistes-peintres ont exposé dont  Dembri Rachid, Salah Maamria, Noureddine Zekara, Nedji Abdelmadjid, Mouffok Torki,  Abdeslam Amraoui, Zouzou Sayeh et Karima Zidani,.